# Калькройт, Вольф фон
Граф Вольф фон Калькройт (нем. Wolf Graf von Kalckreuth; 9 июня 1887, Веймар — 9 октября 1906, Штутгарт) — немецкий поэт и переводчик. Сын художника Леопольда фон Калькройта, по материнской линии внук философа Пауля Йорка фон Вартенбурга.

## Биография
До трёх лет жил в Веймаре, где преподавал его отец, затем в течение пяти лет в усадьбе деда по матери Хёкрихт близ Кляйн-Эльса (ныне Олесница-Мала, Нижнесилезское воеводство в Польше), далее в 1895—1899 гг. в Карлсруэ и наконец в Штутгарте, где в 1906 году окончил гимназию. После летнего отдыха и сентябрьского путешествия с друзьями по Нидерландам 1 октября по семейной традиции поступил на годичную добровольную военную службу в 1-й вюртембергский артиллерийский полк в Каннштатте (ныне в составе Штутгарта). Спустя неделю застрелился в своей постели — по мнению его отца, из-за отчаяния от предстоящего армейского года (нем. Den armen Jungen hat <...> die falsche Illusion gepackt, es gäbe aus dem schrecklichen Dienst kein Entrinnen). Рядом с ним был том стихов Шарля Бодлера, открытый на стихотворении «Плаванье» со строкой O Mort, vieux capitaine, il est temps! Levons l’ancre! (с фр. — «Смерть! Старый капитан! В дорогу! Ставь ветрило!» — перевод Марины Цветаевой).

## Творчество

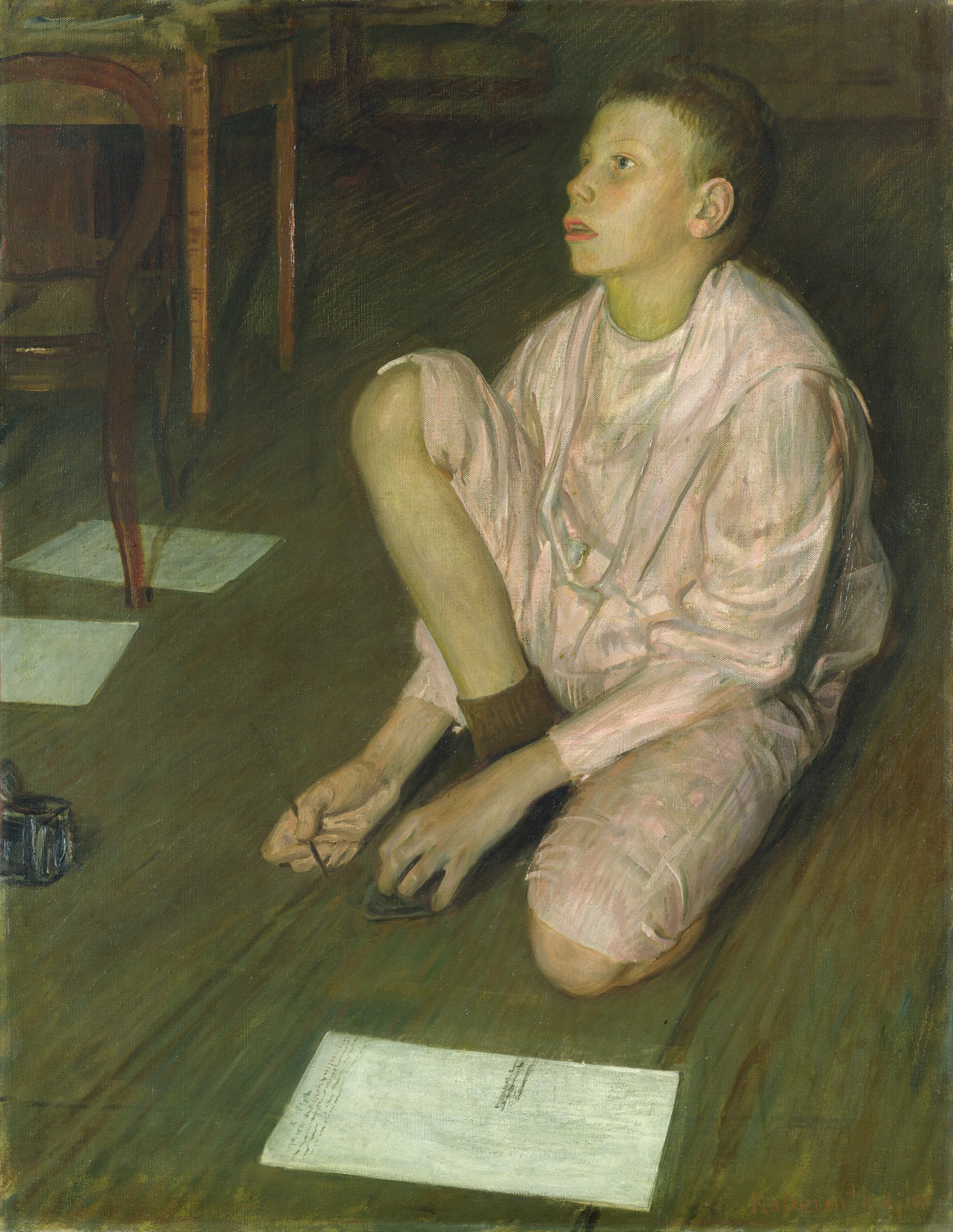
Леопольд фон Калькройт. Портрет сына (1900)

Все сочинения фон Калькройта опубликованы посмертно. Сборник его стихотворений издан в 1908 году, в конце 1906 года вышел сборник избранных переводов из Поля Верлена, в 1907 году — 99 стихотворений Шарля Бодлера из книги «Цветы зла».
Первые детские стихи поэта, записанные его матерью, относятся к 8-10-летнему возрасту, затем с 1898 года мальчик пробовал сочинять пьесы. Вновь Калькройт обратился к поэзии в феврале 1904 года, сочинив военное стихотворение, навеянное Русско-японской войной. К 1903—1905 гг. относятся его первые стихотворные переводы из Беранже. В 1905 году Калькройт перешёл к Верлену, а все переводы Бодлера выполнены за лето 1906 года, 10 сентября переводчик составил из них итоговый рукописный сборник. Сентябрём же датированы его наиболее зрелые стихи.

## Память
Так не смущайся перед мертвецами,

перед другими, теми, кто терпел

до самого конца (но где конец?).

Взгляни в глаза им, как велит обычай,

и не пугайся, что от наших слёз

ты искажён и не похож на них.

Великие слова других времён,

других событий, явных, — не для нас.

Что за победа? Выстоять — и всё.
Памяти Калькройта посвящено стихотворение Райнера Марии Рильке «Реквием графу Вольфу фон Калкройту» (1908). Рильке не был знаком c молодым поэтом и предположительно услышал о нём от их общего издателя Антона Киппенберга; для Рильке это стихотворение стало своеобразным продолжением написанного за несколько дней до него «Реквиема одной подруге». Финал стихотворения, в котором Рильке прощается с эпохой героических свершений, стал одним из самых известных и цитируемых фрагментов его поэзии: в частности, Готфрид Бенн писал, что последнюю строку этого текста его поколение никогда не забудет (нем. der Vers, den meine Generation nie vergessen wird).